# Jacob Swant
Jacob Swant död 1703 i Stockholm, var en svensk amiralitetsbildhuggare och byggmästare.
Han var son till Clas Hansson Swant och Anna Jacobsdotter Brick och gift första gången med Catharina Grimsten och andra gången med Catharina Andersdotter. Vid början av 1680-talet byggdes några fartyg för kronans räkning i Riga som man beslöt skulle utrustas och färdigställas med ornament i Kalmar och Karlskrona 1684. För att snida dessa arbeten kom Henrik Schütz till Kalmar 1685 och enligt protokoll tilldelades Swant uppdraget att utföra sniderierna till ett skepp av 3:certen och bildhuggeri till Skeppet Öland. 1688 begär han av flottan fler bildhuggeriuppdrag eftersom han annars har svårt att försörja sig. Det beslutades att han skulle få ansvaret för bildhuggeriarbeten till skeppen Riga, Ösel, Estland och Lifland så snart gallerierna på dessa fartyg var färdigställda.     